# Helina eurymetopa
Helina eurymetopa este o specie de muște din genul Helina, familia Muscidae, descrisă de Fritz Isidore van Emden în anul 1965.
Este endemică în Myanmar. Conform Catalogue of Life specia Helina eurymetopa nu are subspecii cunoscute.